# Megachile turneri
Megachile turneri är en biart som först beskrevs av Meade-waldo 1913.  Megachile turneri ingår i släktet tapetserarbin, och familjen buksamlarbin. Inga underarter finns listade i Catalogue of Life.